# القاضي (مسلسل)
القاضي (بالتركية: Hakim)‏ هو مسلسل دراما جريمة تركي من بطولة أردال بشيكتشي أوغلو، إيبرو أوزكان، اوجور يوسيل ويورداير أوكور. عرض لأول مرة في 4 أبريل 2022.

## القصة
قاضي مثالي وعادل وشريف، بعدما تورط ابنه الوحيد في جريمة قتل من دون قصد حيث دهس ابن مافيا ولذلك سيفعل المستحيل لإنقاذ ابنه.
بعد وفاة زوجته المفاجئة، يحاول القاضي عمر عارف درمان أن ينشئ عالم جديد له ولابنه، ولكن ينقلب العالم عقب على رأس عليه بعدما اكتشف ان ابنه اوزان بقتل شخص عن طريق الخطأ، ولذلك بتعين على القاضي على ترك جميع المبادئ لأجل إنقاذ ابنه اوزان.

## طاقم التمثيل
- أردال بشيكتشي أوغلو بدور القاضي عمر عارف ديرمان.
- فاتح برك شاهين بدور اوزان، بدور ابن القاضي عمر عارف ديرمان.
- يورداير أوكور بدور رجل المافيا عازم دميركيران.
- إيبرو أوزكان بدور المحامية ياسمين كانير.
- اوجور يوسيل بدور سيفديت.
- حسيب إرين بدور جولبهار.
- اسلام اكار بدور دينيز دميركيران، ابنة عازم رجل المافيا.
- سيدا أكمان بدور إميرالد دميركيران، زوجة عازم رجل المافيا.
- بورجو كارا بدور المفوضة عائشة.
- ناز تشاغلا إرماك بدور سيرين، صديقة أوزان.
- غولسن تانجر بدور سمرا، جدة أوزان وهي قاضية سابقة.[3]